# Kamjanets
Kamjanets (belarusiska: Камянец) är en stad i Belarus. Den ligger i länet Brests voblast i den västra delen av landet, 300 km sydväst om huvudstaden Mіnsk. Kamjanets ligger 141 meter över havet och antalet invånare är 8 405.

## Natur och klimat
Terrängen runt Kamjanets är platt. Runt Kamjanets är det ganska glesbefolkat, med 25 invånare per kvadratkilometer.. Kamjanets är det största samhället i trakten.
Trakten runt Kamjanets består till största delen av jordbruksmark.